# 奧登斯運動公園
奧登斯運動公園（丹麥語：Odense Idrætspark），是丹麥奧登斯的一座綜合運動園區。該園區隸屬於歐登塞市鎮，擁有多個運動場館，包括奧登斯體育場。它還擁有七座游泳池，開放給民眾使用。

## 主要場館
- 奧登斯體育場（英语：Odense Stadion）：奧登斯足球俱樂部的主場地。
- 奧登斯田徑場
- 奧登斯板球場
- 奧登斯冰球場
- 奧登斯體操館
- 奧登斯體育館：奧登斯手球隊的主場地。2007年起，成為丹麦羽毛球公开赛的固定比賽場地。
- 托瓦尔德·埃勒加德體育館：巨蛋型場館，可供自由車及室內田徑賽使用，以丹麥自由車名將托瓦尔德·埃勒加德的名字命名。